# Šolska trenažna eskadrilja Slovenske vojske
Šolska trenažna eskadrilja Slovenske vojske je bivša eskadrilja Slovenske vojske, ki je opravljala osnovno in nadaljevalno šolanje pilotov letal in helikopterjev Slovenske vojske; eskadrilja je bila v sestavi 15. BRVL in bila nastanjena v letalski bazi Cerklje ob Krki.

## Oprema
- 3 helikopterji Bell 206B Jetranger
- dve letali Zlin 143L
- 8 letal Zlin 242L